# 新改駅
新改駅（しんがいえき）は、高知県香美市土佐山田町東川に所在する、四国旅客鉄道（JR四国）土讃線の駅である。駅番号はD36。

## 歴史
- 1930年（昭和5年）6月21日：土佐山田駅 - 角茂谷駅間が開業[3]。
- 1935年（昭和10年）11月28日：新改信号場（しんかいしんごうじょう）として設置される[4]。
- 1944年（昭和19年）末：本土決戦準備のため新改信号場周辺が後方連絡線の要所として重視され、軍事要塞化がなされる。天然の要塞という利点から四国軍管区司令部などの重要施設も新改に疎開。この頃の一時期、新改停車場は図らずも高知県の中心地と化した。
- 1947年（昭和22年）6月1日：信号場から旅客取扱駅に昇格。新改駅（しんかいえき）として開業[2]。
- 1956年（昭和31年）12月15日：駅名の読み方を「しんかい」から「しんがい」に変更[4]。
- 1970年（昭和45年）10月1日：無人駅化[5]（簡易委託駅化[6]）。同時に手荷物及び小荷物の取り扱いを廃止[7]。
- 1987年（昭和62年）4月1日：国鉄分割民営化によりJR四国の駅となる[4]。

## 駅構造
スイッチバック式駅となっている。標高274 m。通年営業しているJR四国管内の駅では最も発着数の少ない駅となっている。
下り列車は急な下り勾配が続く本線から1線が左側に分岐して水平の引上線に入り、そこで進行方向を変え本線を横切って1面1線のホームに入る。発車時は再び進行方向を変え、本線へ進む。上り列車は上り勾配の本線から左側に分岐して水平のホームに入り、発車時は後進し本線を横切って引上線に入ったのち改めて前進する。
ホームおよび引上線の終端側には後方の信号の中継信号が設けられ、車掌が乗務している場合は最後尾に乗った車掌と連絡をとりつつ後進する。ワンマン運転の場合は、運転士は進行方向を変えるごとに前方となる運転台へ移動する。なお、車掌が乗務していても、ワンマン運転時と同様に、運転士が進行方向を変えるごとに前方となる運転台へ移動する場合もある。2022年3月12日改正ダイヤから当面の間車掌がいる2両編成でも運転士が運転席を入れ替えている。
ホームは半両分のみかさ上げされており、上下列車とも高松方(上り方)のドアで乗降両方を取り扱う。なお、二両編成の場合は高知方(下り方)の車両の、高松方のドアのみで乗降扱いをする。
駅舎は開業以来のものをリニューアルして使用している。1970年（昭和45年）に無人駅となった。その後しばらくは駅前の商店で乗車券を発売する簡易委託駅だったが1987年（昭和62年）頃、商店閉店に伴い委託廃止している。

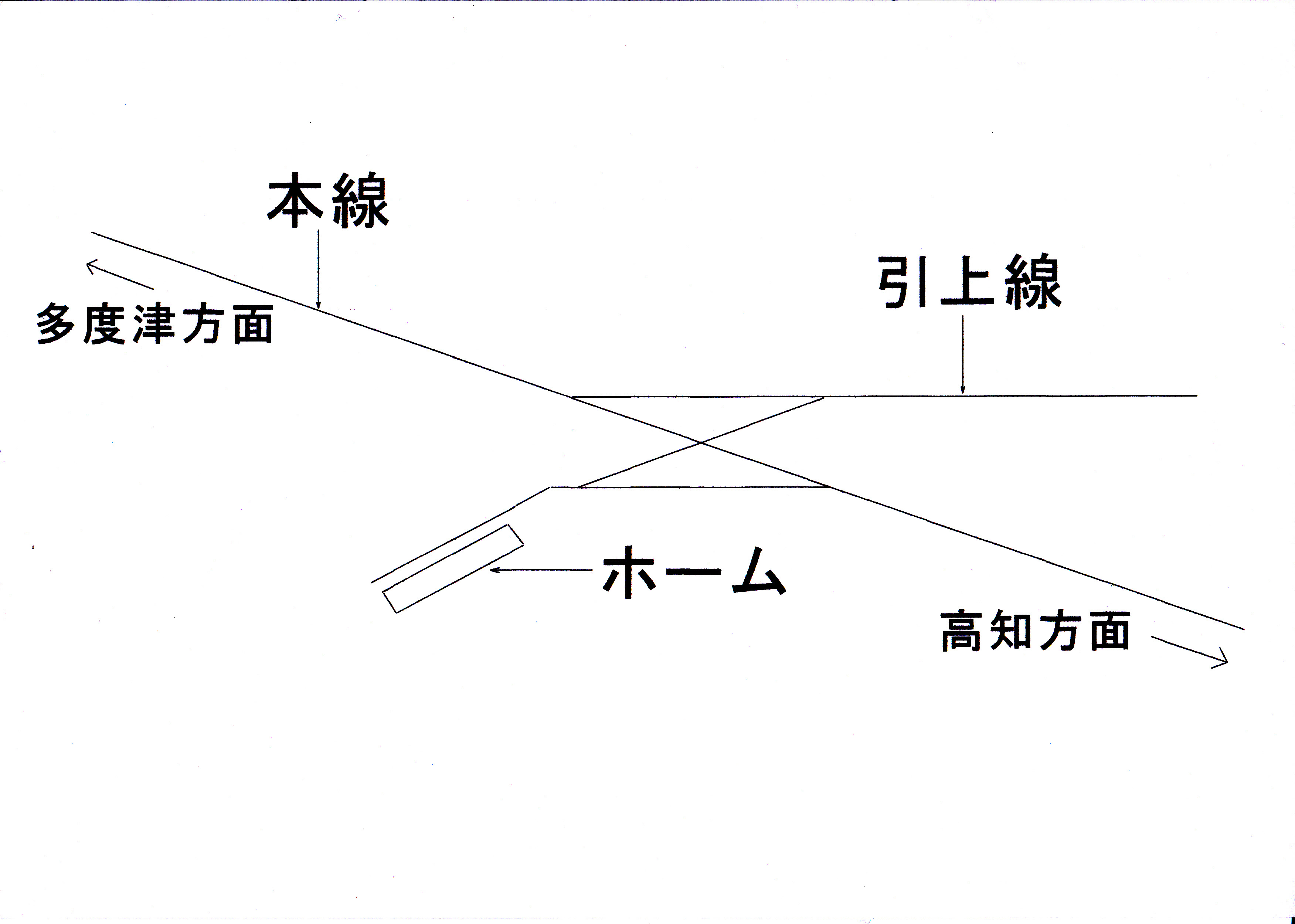
新改駅の構内路線図
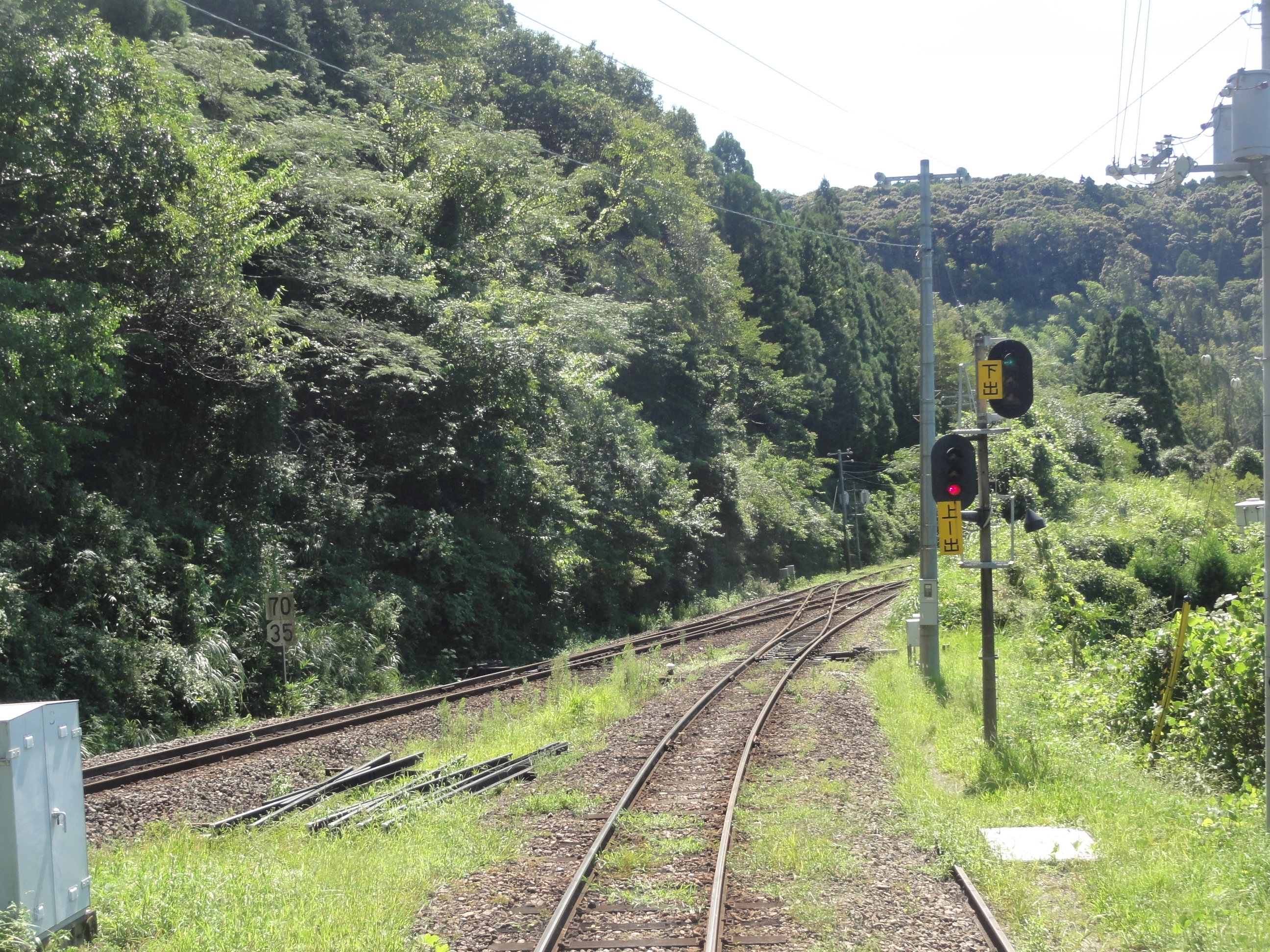
新改駅ホームから高知方面を見る、出発信号機の奥に分岐器（シーサースクロッシング）がありさらに奥に引上線が見える、左下から右上に通る路線は土讃線本線（2011年）
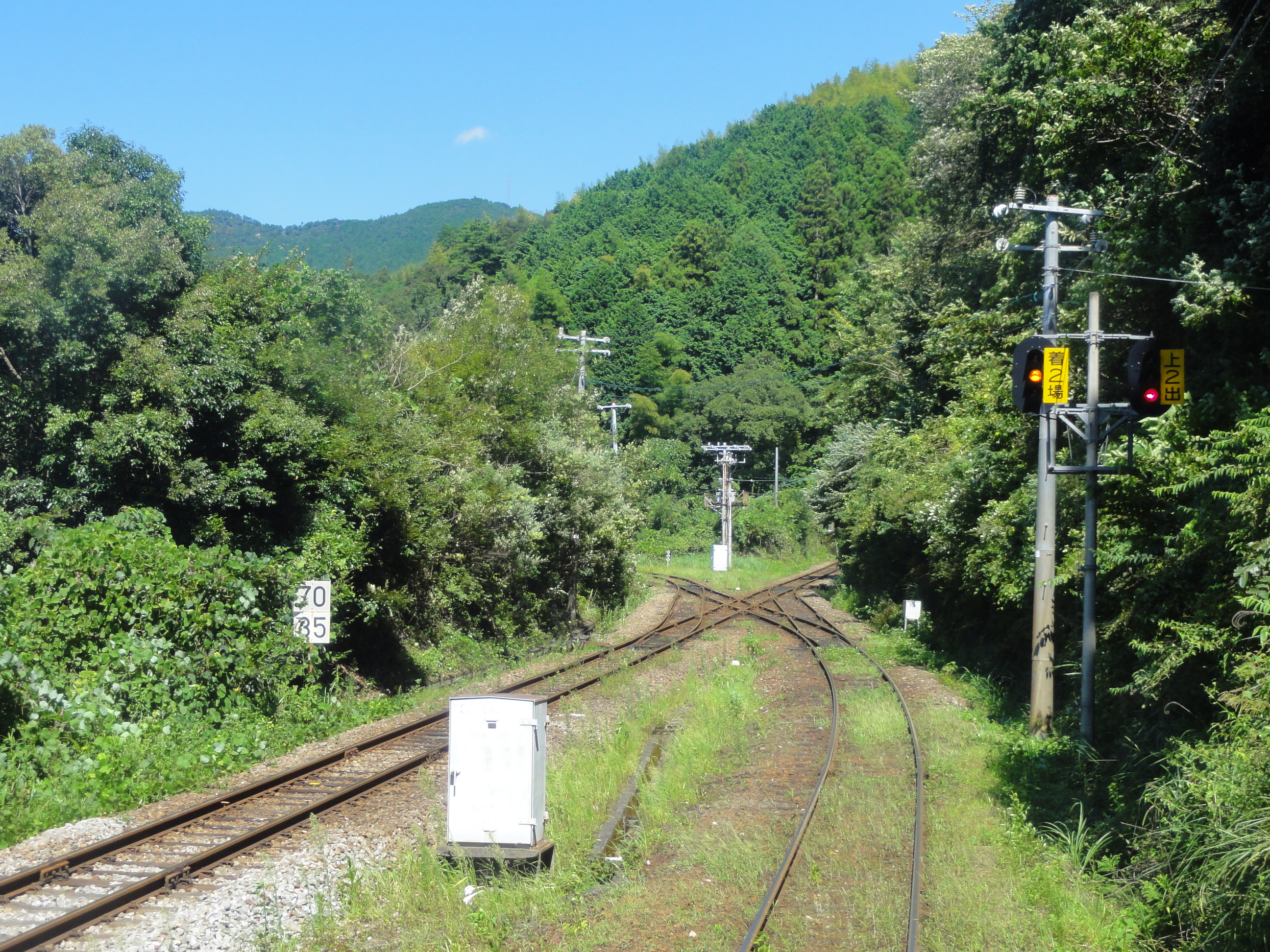
新改駅構内引上線から多度津方面を見る、信号機は駅への場内信号機と上りの出発信号機が設置されている、左の奥に見える路線は新改駅ホームに繋がる路線で左下から右上に通る路線は土讃線本線（2011年）
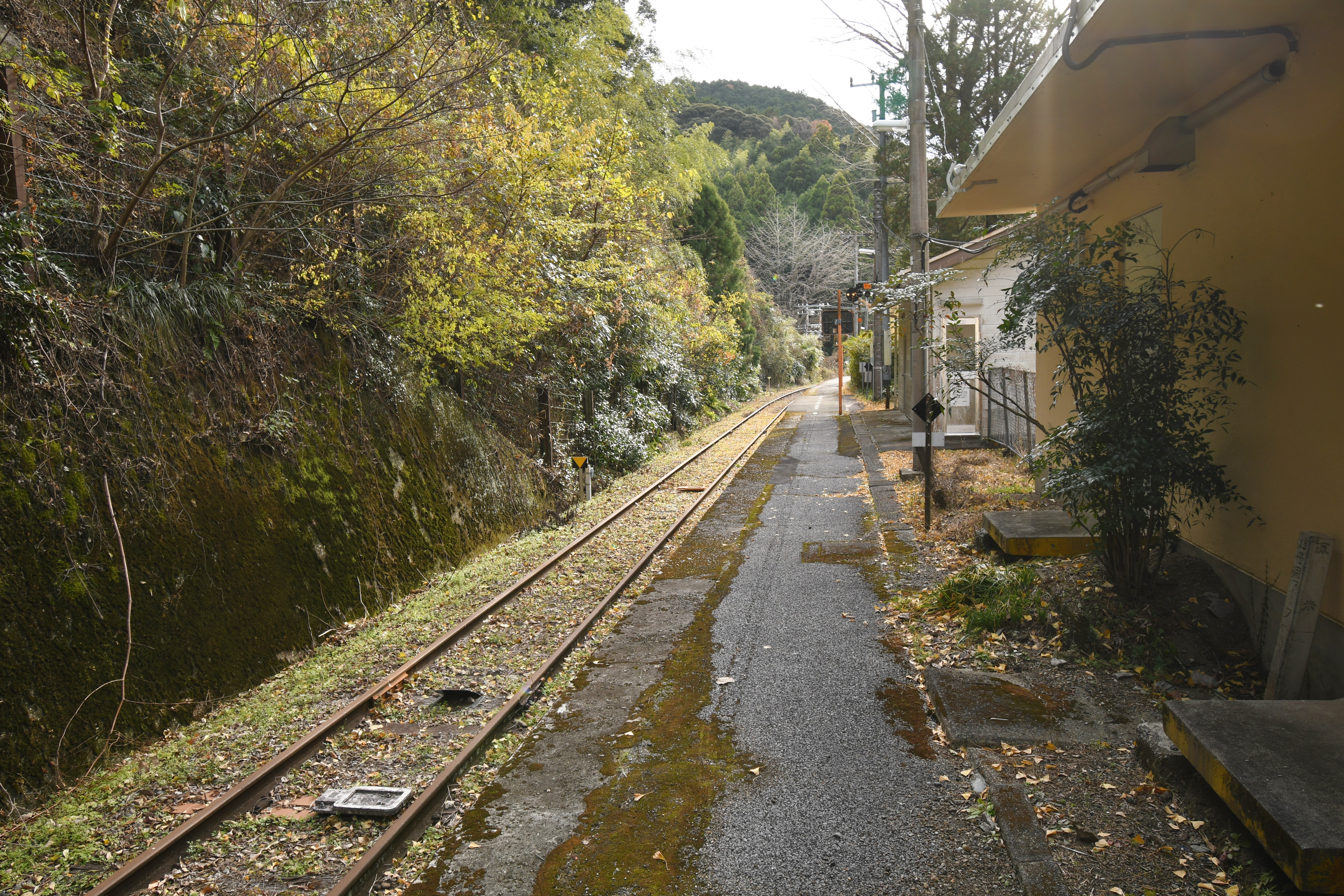
ホーム 本線方向（2024年12月）
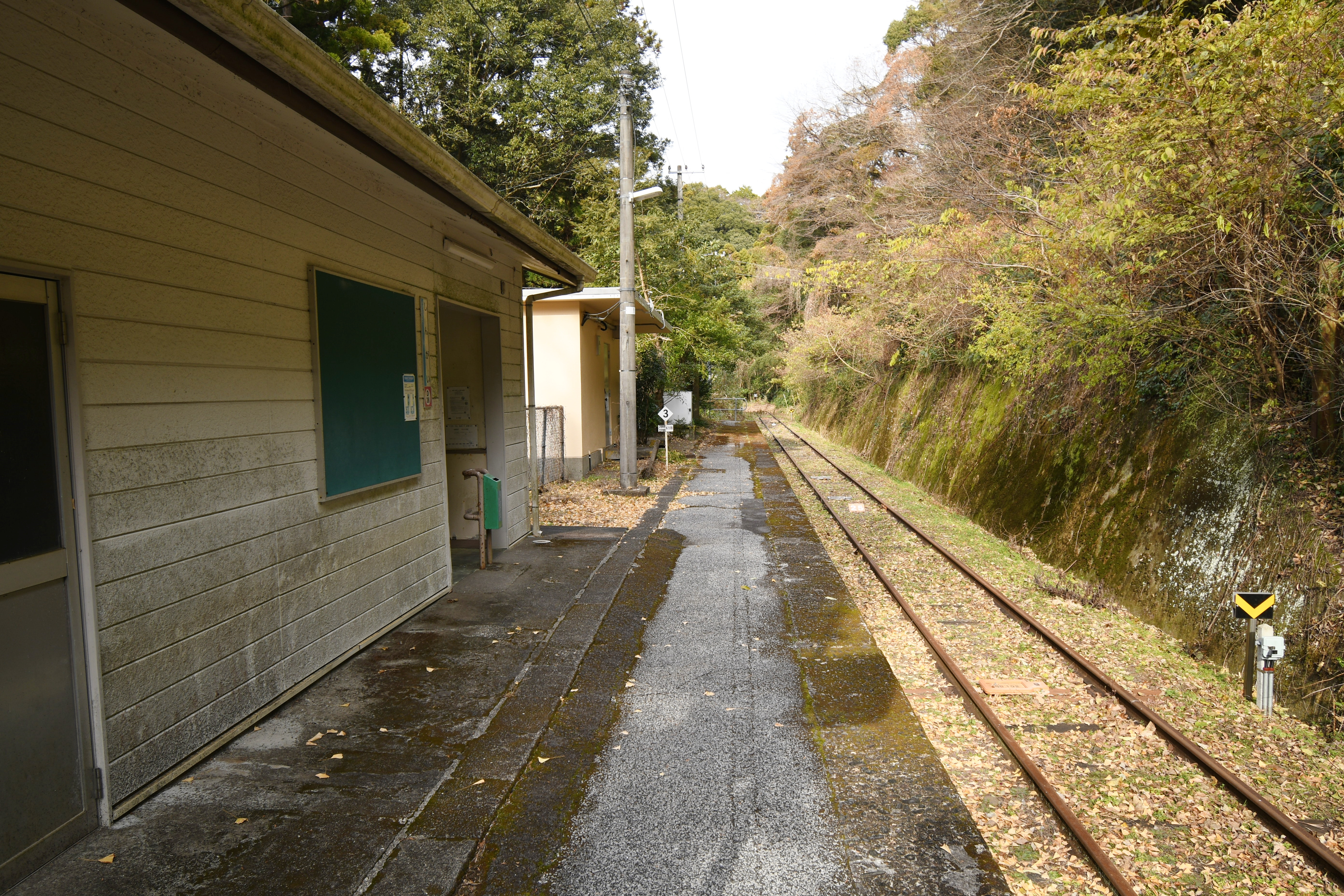
ホーム 末端方向（2024年12月）
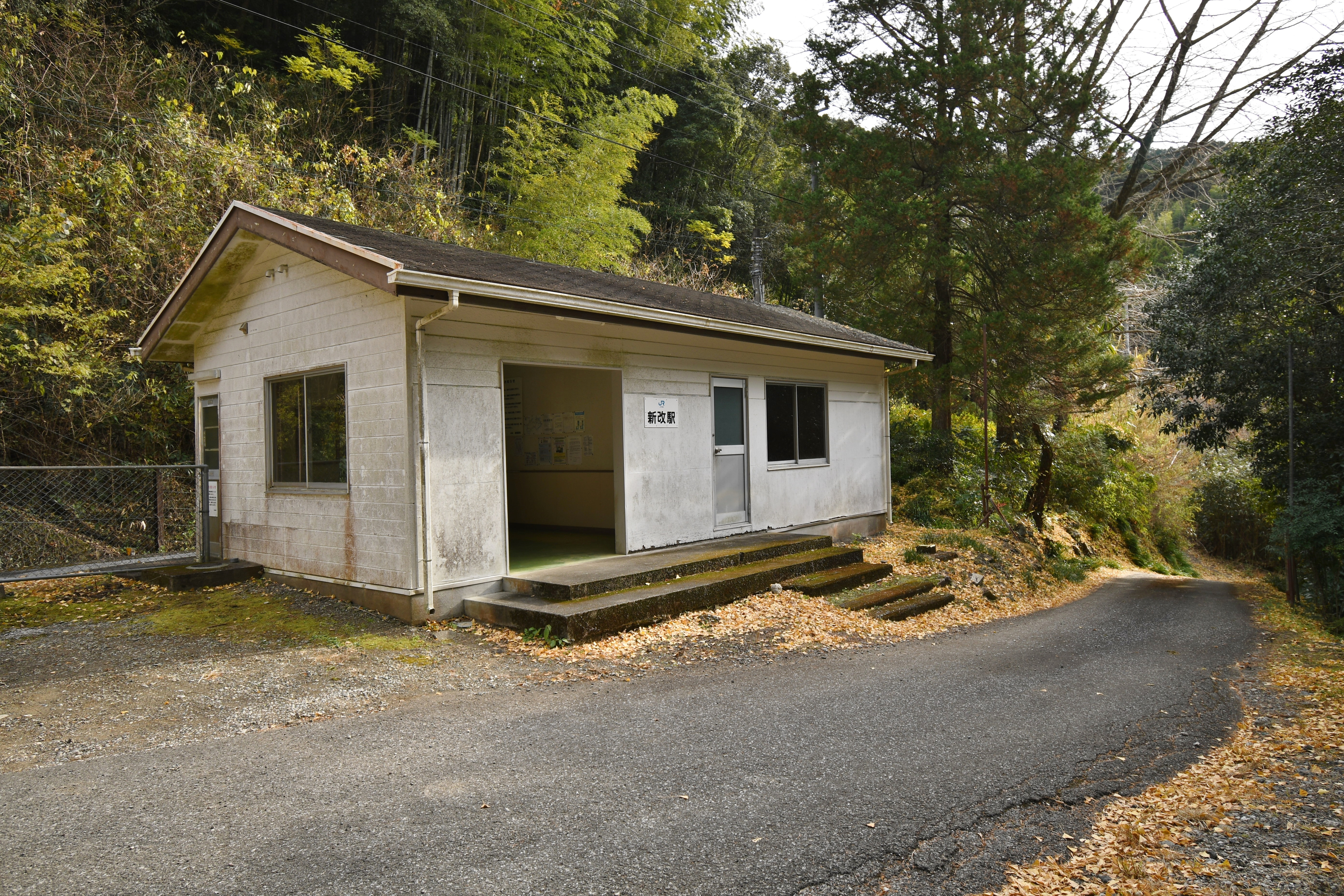
駅舎前

また土讃線では、この駅ともう1つ坪尻駅がスイッチバック式駅となっている。しかし新改駅は坪尻駅と違い、ホームが本線に沿っていないため、本線から駅が見づらい。トイレは封鎖されており、使用できなくなっている。

## 利用状況
土佐山田町東川および土佐山田町平山地区の通学生と高齢者が主体であるが、2019年度の1日平均乗降人員は0人である。
新改地区は新改駅より約5 kmほど下流に位置しており、当地区住民はかつては土佐電鉄バスを利用していたが、2005年（平成17年）9月30日をもって新改線の路線バスは廃止された。
2009年（平成21年）4月1日より、香美市によるコミュニティバスが繁藤地区（繁藤駅）と土佐山田駅の間で一年間の試験運行を開始。2010年（平成22年）以降も「香美市営バス」として運行継続している。当駅最寄は、平山地区内に所在する朝倉商店前「平山」停留所。停留所へは当駅より徒歩約20分のところに位置する。2020年2月13日現在の運行ダイヤでは、平日のみ1日4.5往復運行されている。

## 駅周辺
当駅の所在する東川地区の周辺は三方が急峻な山に閉ざされているため一見何もないが、駅前の高知県道253号新改停車場線を道なりに1 km下ると香美市土佐山田町平山の集落へ至る。その平山地区の入口には「休場ダム」があり、ダムから平山親水公園の周辺にかけて春には約600本のソメイヨシノが咲き誇り市内でも知る人ぞ知る桜の名所となっている。
- 地域交流施設「ほっと平山」（旧平山小学校跡地）
- 平山親水公園
- 新改水力発電所
- 休場ダム
- 新改北部改善センター

## 隣の駅
四国旅客鉄道（JR四国）
■土讃線
■普通（一部列車は通過）
繁藤駅（D35） - 新改駅（D36） - 土佐山田駅（D37）